# Relació simètrica
En matemàtiques, una relació binària R sobre un conjunt X és simètrica si es compleix que per a tot a i b de X si a està relacionat amb b llavors també b està relacionat amb a.
En notació matemàtica s'escriu:
{\displaystyle \forall a,b\in X,\ aRb\Rightarrow \;bRa.}
Nota: Simetria no és exactament el contrari d'antisimetria (aRb i bRa implica b = a). Hi ha relacions que són tant simètriques com asimètriques (la igualtat i les seves subrelacions, incloent-hi, la relació buida el que és una veritat vàcua), hi ha relacions que no són ni simètriques ni asimètriques (divisibilitat), hi ha relacions que són simètriques i no asimètriques (relació de congruència sobre els mòdul n), i hi ha relacions que no són simètriques però són asimètriques ("més petit o igual que").

## Propietats que contenen la relació simètrica
Relació d'equivalència - Una relació simètrica que també és transitiva i reflexiva.

## Exemples
- "estar casat amb" és una relació simètrica, mentre que "és més petit que" no ho és.
- "és igual a" (igualtat)
- "... és senar i ... també és senar":